# Cục Nhà ở và Phát triển Singapore
Cục Nhà ở và Phát triển Singapore (Housing and Development Board) (viết tắt: HDB, chữ Hán giản thể: 建屋发展局, tiếng Mã Lai: Lembaga Pembangunan dan Perumahan) là một ủy ban trực thuộc Bộ Phát triển Quốc gia Singapore. Cơ quan này chịu trách nhiệm hoạch định chiến lược, lên kế hoạch & triển khai công tác đảm bảo vấn đề gia cư cho cư dân ở đảo quốc Singapore. Cơ quan này được tín nhiệm và nâng cao uy tín thông qua chương trình ngăn chặn việc chiếm đất, xây dựng trái phép, các khu ổ chuột và tái định cư dân chúng vào các khu nhà ở xã hội tại Singapore vào những năm thập niên 60.